# Arturo Campillo Seyde
Arturo Campillo Seyde (Paso del Macho, Veracruz; 14 de agosto de 1884-Ciudad de México, 25 de mayo de 1958) fue un militar y político mexicano. 

## Biografía
Cursó su educación primaria en la ciudad de Córdoba, estudios que deja inconclusos. Poco después entra a trabajar a uno de los molinos de tabaco de la región.
El 14 de julio de 1910, el revolucionario Cándido Aguilar y su primo Silvestre Aguilar lanzaron el Plan de San Ricardo en el que llamaban a la lucha armada contra el régimen de Porfirio Díaz, proclamando el levantamiento al primer minuto del día 20 de noviembre de 1910.
Campillo se incorporó inmediatamente a las fuerzas de Aguilar. Su primera misión fue, junto con algunos compañeros, la de dinamitar las vías de la importante ruta de ferrocarril que pasaba por el pueblo de Paso del Macho. Según su parte de armas alcanzaron a detonar los explosivos justo antes de que pasara la locomotora, pero las vías quedaron de tal forma, que el peso mismo del convoy las volvió a enderezar. Con el tiempo mostró dotes de mando, llegando a ser nombrado en 1911 comandante de fuerzas rurales. A principios de 1912 se rebeló contra Francisco I. Madero, lo que lo condujo a la cárcel. 
Después del golpe de Estado de Victoriano Huerta en febrero de 1913, fue liberado. Retomó las armas para combatir a las fuerzas de Venustiano Carranza, comandadas por el veracruzano Adalberto Tejeda Olivares. Más adelante se unió a las fuerzas de Félix Díaz hasta 1920, llegando a obtener el grado militar de General Brigadier. Por aquellas fechas estableció una gran amistad con el general Miguel Alemán González, llegando a ser el General Campillo Seyde mentor legal de su hijo, el futuro Presidente de México Miguel Alemán Valdés, a quien ayudaría al inicio de su carrera como abogado y político.
Por adherirse al Plan de Agua Prieta, y gracias a los acuerdos pacificadores de Álvaro Obregón, a Campillo Seyde se le reconoce el grado de General de Brigada (1923). Aprovecha la circunstancia para participar en la vida política como partidario de Obregón y Plutarco Elías Calles, consiguiendo ser varias veces electo Diputado federal por el estado de Veracruz (1920-1926) y el Distrito Federal (1926 - 1928), y de 1928 a 1932 se desempeña como Senador por Veracruz. En ese 1928 Obregón, quien buscaba su segundo período como Presidente del país, es asesinado. Desde su posición como senador, Campillo toma parte activa en la elección de Emilio Portes Gil como presidente interino por el Congreso. En 1929 participa en la fundación del Partido Nacional Revolucionario.
Hacia 1930 forma un bloque dentro del PNR que apoya al entonces presidente Pascual Ortiz Rubio en su enfrentamiento político contra Elías Calles. Debido a la pérdida de poder del Presidente, y como represalia, es expulsado temporalmente del partido. Es rescatado del ostracismo por el presidente, quien lo designa Gobernador provisional del entonces Territorio de Quintana Roo (encargo que desempeñaría por nueve meses entre 1930 y 1931), y Jefe Militar de la región de Tlaxcala y Querétaro (1932). 
En ese mismo año Ortiz Rubio le encomienda integrar una comisión intersecretarial de exploración para el entonces Territorio Norte de Baja California, con la objetivo oficial de conocer las condiciones en las que se encontraba la región. Dicha comisión estaba integrada por representantes de las entonces Secretarías de Comunicaciones y Obras Públicas, de Agricultura y Fomento, de Industria, Comercio y Trabajo. Como resultado de esas pesquisas, el gobierno federal tomó varias medidas para el desarrollo del distrito, entre otras: la prohibición de la migración china, el control del uso del dólar y el uso del idioma español en los comercios, en lugar del inglés, como había sido la costumbre.
Los enemigos políticos del presidente ganan fuerza, y poco después Campillo es destituido y alejado de cualquier actividad política. Ortiz Rubio renuncia y en su lugar es designado como presidente sustituto Abelardo L. Rodríguez. Al ser identificado como miembro de una corriente opositora, Campillo es alejado de las actividades del gobierno. La llegada del presidente Lázaro Cárdenas le permite participar una vez más en la política, y es electo Diputado federal por Veracruz (1934-1937) y aspirar a la gubernatura de Veracruz en 1940 sin conseguirlo.
En 1952 fue designado por el presidente Adolfo Ruiz Cortines como responsable de las aduanas de Reynosa, Tamaulipas. 
Falleció en la Ciudad de México el 25 de mayo de 1958 a los 73 años de edad.